# Rio Boul (Moldova)
O Rio Boul é um rio da Romênia afluente do Rio Moldoviţa, localizado no distrito de Suceava.